# Гайнц Лангер
Гайнц Лангер (нім. Heinz Langer; 8 серпня 1935 — 25 січня 2024) — німецький математик, лауреат премії НАН України імені М. Г. Крейна 2010 року, провідний світовий експерт в спектральному аналізі та його застосуванні, зокрема в теорії операторів у просторах Крейна. Він опублікував понад 170 робіт з 45 співавторами з різних країн світу. Він був керівником досліджень близько 25 аспірантів.